# 아탈라리쿠스
아탈라릭(Athalaric, 516년 ~ 534년 10월 2일, 재위 526년 ~ 534년)은 테오도릭 대왕의 손자이며 동고트 왕국의 2대 왕이다.
526년 테오도릭 대왕의 죽음 이후 10세의 나이로 왕위를 계승했으며, 실질적인 권력은 섭정인 어머니 아말라순타에게 넘겨졌다. 아말라순타는 아탈라릭에게 로마식 교육을 시키고자 했으나 고트족의 귀족들은 이를 거부하고 고트식으로 키워지길 원했다. 결국 폭음과 무절제한 생활에 빠져 건강을 망쳐 534년 10월 2일 죽었다.
| 전임 테오도릭 대왕 | 제2대 동고트 왕국의 국왕 526년 ~ 534년 10월 2일 | 후임 테오다하드 |